# Thomas Strunz
Thomas Strunz (* 25. dubna 1968 Duisburg) je bývalý německý fotbalista. Nastupoval na postu defenzivního záložníka.
S německou reprezentací získal zlatou medaili na mistrovství Evropy 1996. Hrál též na mistrovství světa v USA roku 1994. Celkem za národní tým odehrál 41 utkání, v nichž vstřelil 1 gól.
S Bayernem Mnichov vyhrál Ligu mistrů 2000/01 a Pohár UEFA 1995/96. Pětkrát se v dresu Bayernu stal mistrem Německa (1989/90, 1996/97, 1998/99, 1999/00, 2000/01), dvakrát vyhrál německý pohár (1997/98, 1999/2000).